# Setor Santa Luzia
O Setor Santa Luzia é um setor da comunidade de Cidade Estrutural, na região administrativa do Setor Complementar de Indústria e Abastecimento, no Distrito Federal, que surgiu a partir da expansão da Cidade Estrutural e pelo meio da grilagem de terras. O setor muitas vezes foi ameaçado pelo Governo do Distrito Federal e por outros governos de ser erradicado.

## Problemas
Atualmente o setor possuí diversos problemas a serem resolvidos, além de uma taxa de criminalidade alta que claramente é um problema, assim como a falta de acesso da população do setor a serviços como saneamento básico e programas do governo, porém já houve ação de algumas ONGs no setor. O setor também se encarece de escolas, creches e de espaços públicos para lazer e educação. Há déficit também de praças e pavimentação nas ruas, além de ruas tortas e estreitas que são comparadas a labirintos. O sistema de esgotos é ausente.
O narcotráfico é algo presente no setor, mesmo assim não são realizadas muitas operações policiais. O narcotráfico ocorre livremente próximo a população civil, problema comum à outras áreas do Distrito Federal.
No setor são frequentes os apagões por conta da precarização da rede elétrica, caracterizada por diversos gatos elétricos que pega energia da rede do setor ao lado Setor de Oficinas, o setor Santa Luzia também enfrenta problema na rede de água e na rede de esgotos.